# 山内あゆ
山内 あゆ（やまのうち あゆ、1976年4月15日 - ）は、TBSアナウンサー。

## 経歴
東京大学農学部へ留学していたベトナム人の父親（グエン・ヴァン・チュエン、元日本女子大学家政学部教授）と日本人の女性との間に生まれた。生まれたときは当時の日本国内の法制に従いベトナム国籍であった。そのため、グエン・タイン・フオンというベトナム名も持つ。
両親はベトナムへの帰国を考えていたが、当時のベトナム情勢を考え日本に残ることを決める。その後、父親の日本での永住許可が認められたことや、自身の出生地も日本であることから、父母両系血統主義への改正国籍法に基づき日本国籍も取得。ただし出生による二重国籍者が日本国籍を選択した際に求められているベトナム国籍の離脱手続きは取っていないという。また、山内本人は子供の頃に父親からベトナム語を教わったことはあるとのことである。
東京都立八王子東高等学校、一橋大学法学部卒業後。2000年4月、TBSにアナウンサー35期生として入社（同期は久保田智子）。
入社3年目の2002年4月、『みのもんたのサタデーずばッと』（以下「サタずば」）に起用されるが、起用早々に妊娠が判明。番組を急遽降板する。同年9月に第1子となる長男を出産。翌年2003年春に職場復帰した。職場結婚であり、夫はTBSの同期社員で報道番組を担当している。
2008年2月4日からは2006年4月から担当している『イブニング・ファイブ』『JNNイブニング・ニュース』で出産・育児休暇入りした小倉弘子の代役に昇格。それまで担当していたレギュラー番組のうち、テレビの2番組を降板。『伊集院光 日曜日の秘密基地』（TBSラジオ）は番組自体が3月に終了した。同年7月までの半年間は『サタずば』と併せて、週6日の勤務となった。
同年7月25日、『イブニングファイブ』を降板。産休中の小倉弘子が出産後、半年でのスピード復帰となった。2008年10月24日に第2子（次男）を出産した。2009年4月に2度目の復帰。
2009年9月28日からは『イブニングワイド』に出演。山内は『イブニング・ファイブ』以来の夕方ワイド番組担当となった。2009年秋の時点で『サタずば』と併せて、週6日の勤務となったため、2010年の年明けからは金曜日の放送は原則として欠席した。
2010年3月29日よりスタートした、『イブニングワイド』のリニューアル版である『Nスタ』に引き続き出演したが、2011年3月26日放送の『サタずば』で3人目の子供を妊娠したことを発表。翌週4月2日の放送から番組を休むことになった。
2012年4月に3度目の復帰。
2013年4月からは以前出演していた『Nスタ』『はなまるマーケット』に再登板。『大沢悠里のゆうゆうワイド』は3月25日をもって降板した。

## 人物・エピソード
- 『サタずば』へは、産休を2度経て再々登板という珍しいケースとなっていた。

### 回文
- 趣味は回文作り。2006年、『うたばん』に同僚女性アナ集団とゲスト出演した際に披露したところ好評だったのか、その後は準レギュラーとしてコーナーの進行役として顔を出し、回文を披露するようになった。2008年8月には『中居正広の金曜日のスマたちへ』の“女の達人”コーナーに回文の達人として出場した。

### うたばん・とくばん、およびザ・ミュージックアワー出演時
- 2007年7月におたふく風邪を患い、8月2日の放送では同期アナの久保田が代役を務めるなど、しばらくテレビの仕事はできなかった。
- 2度目の産休・育児休暇に入った2008年10月の放送では、同年入社アナの枡田絵理奈が、その後事実上山内の代役となった。
- 2009年4月の放送から2010年春の「活動休止」までの1年間、再び出演。2009年5月24日の放送では山内と枡田が揃って出演した。
- 2010年春から半年間放送された『ザ・ミュージックアワー』には、8月になって登場。9月14日の最終回・3時間スペシャルでは、番組に関わってきたTBSアナウンサー陣を代表して大勢のお笑い芸人と共にゲスト出演。

## 現在の担当番組

### テレビ
- Nスタ（2010年3月29日 - 2011年3月31日、2013年4月 - ）
2014年10月6日 - 2017年3月31日の期間、第0・1部（ニュースワイド、平日15:53 - 16:53・16:53 - 17:50）のサブキャスター
- バナナマンのせっかくグルメ!!（2015年4月21日未明 - 7月6日、2016年10月2日 - ）ナレーション
- 中居正広の金曜日のスマイルたちへ（2018年 - 2024年）不定期出演、本来のレギュラー・安住紳一郎が出演できない時に進行役を務めている

### ラジオ
- ネットワークトゥデイ（2022年7月5日 - ）火曜日ニュースデスク

## 過去の担当番組

### テレビ
- 倶楽部6[8][9]
- ニュースの森
- みのもんたのサタデーずばッと（コーナー担当、2002年4月 - 2011年3月） - 2度の出演休止期間を含む
  - 同番組内のJNNニュース（2009年春からの1年間は『THE NEWS』）
- はぴひる!（2004年）リポーター
- イブニング・ファイブ
2006年4月3日頃 - 2008年2月1日…火 - 金曜日のエンタメコーナー担当
2008年2月4日 - 7月25日…サブキャスターとして月 - 金曜日に出演（2008年1月28日からの1週間は4時30分スタートのスペシャルのみ先行担当）
- うたばん（不定期、2006年5月 - 2010年3月）
- ママアナのデジ@缶（2006年10月 - 2008年2月）
- ひるおび!（2009年4月1日 - 9月25日）
- イブニングワイド（2009年9月28日 - 2010年3月26日） - 2010年1月8日以降は金曜日の放送を休むことがあった
  - ザ・ミュージックアワー（2010年8月 - 9月）
- 金銭感覚お試しバラエティ カカクの王様（2012年4月 - 7月23日）ナレーション
- TBSニュース（水・金曜 → 火・金曜の14:50頃、2012年4月 - 2013年3月）
- ひるおび!内JNNニュース（ナレーション（火・木曜）、2012年4月 - 2013年3月）
- ニュースバード1600（TBSニュースバード／火曜、2012年4月 - 9月）
- はなまるマーケット（金曜の進行アナウンサー、2013年4月 - 2014年3月） - このほか入社直後の2000年秋から2008年春まで、断続的に出演機会あり[8][9]
- いっぷく!（2014年4月 - 9月）
- おびゴハン!（2016年10月3日 - 12月）出演しない週あり
- まるっと!サタデー（メインキャスター、2021年10月2日 - 2023年3月25日）

### ラジオ
- 志村けん・中山秀征の「い〜んでないの?!」
- ミュージックキャラバン（2001年 - 2002年）[8][9]
- ENKAチックナイト!五木孝雄[8][9]
- 石井竜也の舞台裏物語
- GAKU-Shock
- 伊集院光 日曜日の秘密基地（月1回・第3日曜日、2006年4月 - 2008年3月）
- 大沢悠里のゆうゆうワイド（月曜12時台、2012年10月22日 - 2013年3月25日）
- 荒川強啓 デイ・キャッチ!（水 - 金曜日担当、2012年11月7日 - 12月28日）
- Wanted!!（木曜アシスタント、2013年1月3日 - 3月28日）
- たまむすび「伊集院光の週末TSUTAYAに行ってこれ借りよう!」（アシスタント、2014年3月28日 - 10月31日）
- ジェーン・スー相談は踊る（代行MC、2015年1月17日・12月12日）
- 週末ノオト（第4週アシスタント、2021年5月29日、2021年9月25日 - 2022年3月26日）
- TBSラジオレビュー（2022年4 - 9月）
  - 後継番組『TBSラジオプレス』でも、2024年7月15日に宇内梨沙の代理で担当（番組内で理由説明はなし）。
- 荻上チキ・Session（2024年8月8日） - 当日夕方に発生した日向灘を震源とする地震に伴い、津波注意報および南海トラフ地震臨時情報が発令されたことによるニュースデスク対応